# Kalauz (hetilap)
A Kalauz szépirodalmi és ismeretterjesztő néplapként jelent meg a 19. század közepén.

## A lap
A népirodalom terjesztésére jött létre Pesten 1857-ben a Kalauz című folyóirat. Mutatványszáma 1857. június 3-án jelent meg. Fejléce 1858 elejétől Szépirodalmi és ismeretterjesztő néplap-ként, az év közepétől Szépirodalmi és ismeretterjesztő hetilap a nép létére, 1859 elejétől Ismeretterjesztő és szépirodalmi hetilap volt.

## Szerkesztők
Felelős szerkesztője Boross Mihály, Kubinyi Lajos, a lap állandó szerzői közé tartozott Táncsics Mihály
.
További szerzők: Csuthy Zsigmond